# Lucien Gourong
Lucien Gourong, né le 11 octobre 1943 sur l'île de Groix et mort le 15 février 2021 à Lorient, est un conteur, écrivain, voyageur (il a été qualifié de globe-conteur) français d'origine et de culture bretonne, issu d'une famille où l’on était marin de père en fils.

## Biographie
Après un baccalauréat scientifique, suivi d’études supérieures universitaires (licence) en histoire à la Faculté des Lettres de Nantes de 1964-1969, Lucien Gourong sera pendant dix ans propriétaire d’une auberge-cabaret dans la région de Lorient où il programmera plus de 500 spectacles.
Durant près de quarante ans, il traverse la France et le monde francophone en contant un monde d’étonnement, de faconde et de plaisir, empli de merveilleux, d’étrange et de facéties où se mêlent tragédies, drôleries, fantasmagories. Sa création Écoute voir comme ça sent bon (contes, chroniques, chansons), avec son musicien depuis 20 ans Serge Le Clanche, est une apologie du bon manger, de bien boire et du beau dire. Il a toujours à son répertoire plusieurs spectacles qu'il tourne régulièrement en France et dans les pays francophones : La Mer à boire (Contes et chroniques de mer et de bistrots), Les aventures du Capitaine Morvan (jeune public), L'aïeule ! Oh que la guerre est moche (en hommage à son arrière-grand-mère Rose Le Fé qui dénonça l'absurdité des guerres).
Il crée en 2013 après trois ans de collectages à travers le pays de Lorient, au cours d'ateliers mémoires " Partageons nos histoires et souvenirs ", un récit de vie d'un militant anarcho-syndicaliste de la 1re moitié du XXe siècle, Roger Postolic, devenu chauffeur livreur après son licenciement de l'arsenal de Lorient en 1936 et disparu avec son camion de vin entre le Pont du Bonhomme de Kervignac et le café des Trois couleurs à Locmiquélic dans la nuit du 10 au 11 octobre 1955.
Passionné par les mets et les mots, il a écrit pour Bretagne Magazine plusieurs numéros spéciaux consacrés à la cuisine des Bretons, autour d'un chef et d'un produit (Jean Paul Abadie et l'araignée, Philippe Vétélé et les huîtres, Olivier Belin et le homard, Malika Bergot et ses pâtisseries bretonnes, Guy Guilloux et la langoustine, Thierry Hafnaoui et ses chocolats, etc.).
Homme de contact, il crée de nombreux spectacles autour des contes et légendes. Il est souvent programmé dans des festivals à travers toute la France et dans de nombreux pays francophones (Québec, Belgique, Suisse, Mali, Seychelles, etc.). Il est le créateur du festival des conteurs de Chevilly-Larue et a participé de 1997 à 2006 aux éditions du festival Étonnants voyageurs de Saint-Malo.
Chanteur, il détenait un répertoire varié de chansons du pays de Lorient notamment. Près de quarante ans de bourlingue artistique ont permis au globe-conteur de croiser la route de Gilles Servat, Glenmor, Youenn Gwernig, Paco Ibanez, Claude Piéplu, Ricet Barrier, Per-Jakez Helias, Gérard Auffret, Yvan Audouard, Hubert Reeves, Patrick Raynal, Manu Lannhuel, etc.
Son père lui a légué une dizaine de cahiers de mémoires à travers lesquels on peut suivre la vie bourlingueuse d'un pur marin breton que Lucien Gourong met en ligne au fur et à mesure de leur décryptage. En 2011, Lucien Gourong est grand-père de quatre petites filles (Juliette Gourong, Camille Attyé, Lisandre Attyé et Charlotte Gourong) et d'un petit-fils (Rodrigue Gourong).
Lucien Gourong décède des suites de la Covid-19 le 15 février 2021.

## Publications
- Confidences d'un homard, Éditions Mangeclous, 2008
- Carnet gourmand de Bretagne, Éditions CRTB, 2007
- Saveurs de Bretagne, Éditions Pêcheurs d’Images - La Martinière, 2005
- Drôles de Marines!, illustration Jean-Roger Morel, préface Isabelle Autissier, Éditions des mots et des dessins, 2004
- Les Aventures du capitaine Morvan, Album CD - Éditions Blanc Silex, 2002
- Tout conte fait, Éditions Kedvisual et Ouest-France, 2002
- Contes des îles de Bretagne, Éditions du Scorff, 1999
- L'Aïeule, Éditions Théâtre en Bretagne, 1999
- Contes de Quiberon et des alentours, Éditions du Scorff, 1999
- Contes de la rade de Lorient et des Coureaux de Groix, Éditions du Scorff, 1998
- Grande et petites histoires de l’île, Éditions Kedvisual, 1997
- A table ! Balade culinaire en Bretagne - Édition La Nouvelle Bleu - Novembre 2019
- Le Grand Géant Grands Sourcils, Blanc Silex Éditions, 2002. Livre + CD

En préparation
- Le bourlingueur (Mémoires de mon père)
- Contes, légendes et traditions du pays de Lorient

## Discographie
- 1976 - Faut faire avec - 33 t. Merroir NG 041171
- 1977 - Kloz En Douët - L'Île De Groix & La Mer - Histoires & Chansons, avec Hélène et Jean François - 33 t. Arfolk – SB 361
- 1979 - Venez avec moi au bistrot - 33 t. Merroir – CG 124741 (enregistré en public à Rennes en avril 1979)
- 1981 - Les temps changent - 33 t. - Merroir LG 111043
- 1982 - Les veillées mortuaires - 33 t. Merroir EG 71065
- 1983 - Le Yank Tsé Kiang - 2 x 33 t. - Merroir EG 111267
- 1992 - De long en large - 2 x CD. Kedvisual – MAUD 220280
- 1992 - Le Vieil Océan - Hommage à P.J Hélias - CD Kedvisual
- 1992 - De l’Orient à Lorient - Chanson - CD Kedvisual
- 2005 - Le Best of - CD Kedvisual - Diffusion Coop Breizh
- 1999 - La destinée souriante des loups de mer manqués - CD Kedvisual
- 2001 - Les Sept Vies - 2 x CD. Éditions Kedvisual
- 2005 - Le best-of - 2 x CD Kedvisual